# هلنا منیشک
هلنا منیشک (لهستانی: Helena Mniszek؛ ‏ ۲۴ مهٔ ۱۸۷۸ – ۱۸ مارس ۱۹۴۳) نویسنده و رمان‌نویس اهل لهستان بود. برخی از آثار او توسط کارگردانی چون یولیوش گاردان، هنریک شارو، میخاو واشینسکی و یژی خوفمن به فیلم درآمده است. با آنکه او در خانه درس خوانده بود، می‌توانست به ۴ زبان صحبت کند و به ادبیات تسلط داشت.
از فیلم‌هایی که وی در آن‌ها نقش داشته‌است، می‌توان به جهنم اشاره نمود.